# Mediateca regionale toscana
La Mediateca regionale toscana è nata nel 1983 come Fondazione della Regione Toscana al fine di promuovere e diffondere la cultura audiovisiva e cinematografica. Nel suo archivio sono contenuti circa 9500 film. Negli anni ha assunto un ruolo fondamentale per la diffusione dei linguaggi della comunicazione multimediale nell'ambito regionale. A partire da 2003, fino al 2014, tramite un protocollo d'intesa che coinvolgeva il Comune di Siena, l'Università di Siena e il festival Visionaria, è stata aperta la sede senese presso il Complesso museale di Santa Maria della Scala.
Dal 2010 la Mediateca è parte integrante di Fondazione Sistema Toscana per effetto della Legge Regionale 42/2008.
È attiva oggi come Area Attività Cinematografiche della Fondazione, che è il punto di riferimento per chi ama, studia e fa cinema in Toscana. 
Nell'ambito dell'Area Attività Cinematografiche di FST, la Mediateca pubblica, con migliaia di film d'autore e documentari è a disposizione di studenti, critici e appassionati. 
- Toscana Film Commission offre gratuitamente assistenza alle troupes cinematografiche che realizzano produzioni in Toscana
- l'Area Tecnica realizza produzioni audiovisive
- l'Area Formazione organizza e promuove iniziative culturali e formative per avvicinare giovani e adulti al cinema, e svolge percorsi educativi sul linguaggio audiovisivo in ambienti di marginalità e disagio sociale.